# Gauja nationalpark
Gauja nationalpark är ett av de största naturskyddsområdena i Lettland. Den fick sitt namn efter den cirka 452 km långa floden Gauja som flyter genom landskapet. Nationalparken inrättades 1973 och den täcker en yta av 91 745 hektar. Parkens centrum ligger cirka 50 km nordost om Riga och cirka 20 km öster om Östersjön.
Floden flyter genom ett avvattningsområde som bildades under istiden vid södra kanten av inlandsisen. Den bildar vid flera ställen djupa dalgångar med höga sandstensklippor. I andra delar av nationalparken förekommer ett kulligt landskap med täta lövskogar. Under brittsommardagar har skogarna ett färgglatt bladverk. Glest förekommer insjöar och träskmarker.
I nationalparkens samhällen hittas gamla borgruiner och andra kulturhistoriska objekt.
För flera djurarter som är typiska för regionen existerar ett jaktförbud, däribland hardjur, grävling, ekorrar, olika gäss, änder och andra vattenfåglar. Lodjur och varg som ibland besöker parken får jagas med tillstånd under vissa förutsättningar. Introducerade arter som mårdhund och mink samt djur med en snabb förökning som bäver, rävar, kronhjort, älg och vildsvin får jagas fritt.